# التهلولة (عادة عمانية تقليدية)
التهلولة؛ عادة تقليدية تقام في شهر ذي الحجة، يشارك فيها أطفال القرية أو الحي بالتوحيد والتسبيح.

## كيفية تأديتها
تؤدى في كل ليلة من ليالي الأيام التسعة الأولى من شهر ذي الحجة وتقام بين صلاتي المغرب والعشاء على النحو الآتي:
- اجتماع أطفال القرية ويتصدرهم المطوع.
- يهلل المطوع ويردد أبياتًا في التسبيح والتحميد والتوحيد والتمجيد.
- يردد الأطفال بعد كل مقطع (لا إله إلا الله).
- في صباح اليوم التاسع تختتم بالنشاح؛ حيث توزع النساء الحلوى والعيدية على الأطفال تكريمًا لهم.[1][2]

## وصلات خارجية
- التهلولة المباركة
- من مظاهر الثقافة الدينية في المجتمع العماني.. قراءة تحليلية (الجزء الأول)
- “التهلولة” موروثٌ عمانيٌّ تتناقله الأجيال.. تعرّف على تفاصيله
- التهلولة